# Dzsakeli Dzsiadzsak trapezunti császárné
Dzsakeli Dzsiadzsak (1283 körül – 1320 előtt), a személyneve grúz átírással: Dzsiadzsak, görög átírással: Tzitzak (Tziatiak/Ziziak/Ziaziak), kun eredetű, jelentése: virág, görögül: Ζιζιάκ/Ζιαζιάκ/Τζιτζάκ/Τζιατζιάκ Τζακέλι/Ζακέλι, grúzul: ჯიაჯაყ ჯაყელი, ტრაპიზონის იმპერიის დედოფალი, törökül: Trabzon imparatoriçesi Çiçek Cakeli, – hasonló nevet viselt a kazár származású bizánci császárné, Tzitzak/Eiréné (?–750), V. Kónsztantinosz bizánci császár első felesége és IV. León bizánci császár anyja – szamchei (meszheti) hercegnő, trapezunti császárné. A Dzsakeli-házból származott. Crispo Florencia naxoszi hercegnő 6. generációs felmenője és I. Katalin ciprusi királynő 7. generációs felmenője. valamint I. Iszmáíl perzsa sah 8. generációs felmenője.

## Élete

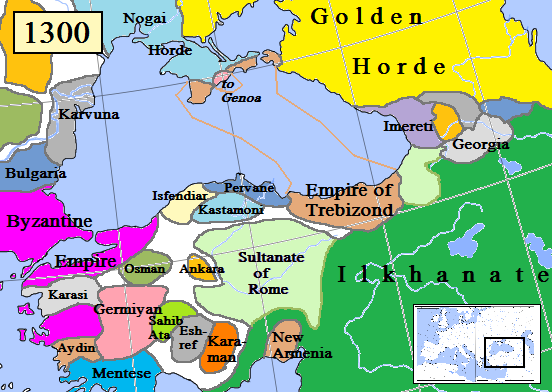
A Trapezunti Császárság és Szamche 1300-ban.

Édesapja I. (Dzsakeli) Beka, Szamche uralkodó hercege, Grúzia főudvarmestere, édesanyja Vakak úrnő. A nővére, Natela II. (Mártír) Demeter (1258–1289) grúz király harmadik felesége és V. György (1288/9–1346) grúz király (ur.: 1299–1346) anyja volt.
A bizánci–grúz házassági kapcsolatok hosszú időre nyúlnak vissza, hiszen a szomszédság mellett az is döntő tényező volt ebben, hogy a Grúz Királyság is a bizánci rítusú ortodox kereszténységet követte. 1204-ben pedig, mikor Konstantinápolyt a IV. keresztes hadjáratban a nyugatiak elfoglalták, a Bizánci Birodalom több részre hullott szét, és I. Tamar grúz királynő támogatásával megalakult a grúz vazallus bizánci utódállam, a Trapezunti Császárság. Ezután Grúzia mongol meghódításáig Trapezunt Grúzia fiókállama volt, de később is megmaradtak a jó kapcsolatok köztük, és ezt sok esetben házasságokkal is megpecsételték.
II. Alexiosz trapezunti császár a nagybátyja, II. Andronikosz bizánci császár ellenkezése mellett vette feleségül Dzsiadzsak hercegnőt 1300-ban.

## Gyermekei
- Férjétől, II. (Komnénosz) Alexiosz (1283–1330) trapezunti császártól, 6 gyermek:
  - Andronikosz (–1332), III. Andronikosz néven 1330-től trapezunti császár, nem nősült meg, 1 természetes fiú:
    - (Házasságon kívüli kapcsolatából Szürikaina N. trapezunti úrnővel): II. Mánuel (1323/4–1333) 1332-ben rövid ideig trapezunti császár, a nagybátyja, I. Baszileiosz meggyilkoltatta

  - Anna (1312 körül–1342) apáca, I. Anna néven 1341-től trapezunti császárnő, nem ment férjhez, gyermekei nem születtek
  - Eudokia (?–1357), férje Ibrahim ibn Szulejmán/Adil bég ibn Jakub Kandaride (?–1357), Sinope emírje
  - Mihály (?–1330), a bátyja III. Andronikosz a trónra lépésekor meggyilkoltatta
  - György (?–1330), a bátyja III. Andronikosz a trónra lépésekor meggyilkoltatta
  - Baszileiosz (1315–1340), I. Baszileiosz néven 1332-től trapezunti császár, első felesége Palaiologosz Irén (1315/20–1341), III. Andronikosz bizánci császár természetes lánya, nem szült gyermekeket, és férjét megmérgezve 1340-től 1341-ig Trapezunt császárnőjeként, ágyasából lett bigámia révén elvett második felesége Irén trapezunti úrnő, így az ebből a kapcsolatból született gyermekek törvénytelennek számítottak, 4 gyermek, többek között:
    - (második házasságából): III. Alexiosz trapezunti császár, felesége Kantakuzénosz Teodóra (1340–1400), 4 gyermek, többek között:
      - Anna (1357–1406 után), férje V. (Nagy) Bagrat (?–1393/5) grúz király (ur.: 1360–1393/5), 3 gyermek
      - Mánuel (1363–1417), III. Mánuel néven trapezunti császár, 1. felesége Bagrationi Eudokia/Gulkan(-Hatun(i)) (Gülhan) (1360 körül–1390) grúz királyi hercegnő, IX. Dávid grúz király és Dzsakeli Szinduhtar szamchei (meszheti) hercegnő lánya, 1 fiú, 2. felesége Philanthrópénosz Anna úrnő, nem születtek gyermekei, 1 fiú az 1. házasságából:
        - (első házasságából): Alexiosz (1382–1429), IV. Alexiosz néven 1417-től trapezunti császár, felesége Kantakuzénosz Teodóra (1382 körül–1426), 6 gyermek, többek között:
          - Komnénosz Teodóra (Deszpina Hatun) (?–1435 után), férje Kara Jülük Oszmán (1350/56–1435), a Fehér Ürü kánja (emírje), (?) 1 leány
          - Komnénosz Eudokia (Valenza),[3] férje Nicolò/Niccolò Crispo (1392–1450), a Naxoszi Hercegség régense, 10 gyermek, többek között:
            - II. (Crispo) Ferenc (1417–1463) Naxosz uralkodó hercege, 1 felesége Guglielma Zeno, 3 gyermek, 2. felesége Petronilla Bembo, nem születtek újabb gyermekei, összesen 3 gyermek
            - Crispo Florencia (1422–1501), férje Marco Cornaro (1406–1479) velencei patrícius, Marco Cornaro velencei dózse dédunokája, 8 gyermek, többek között:
              - I. (Cornaro) Katalin (Caterina) (1454–1510) ciprusi királynő (ur.: 1474–1489), férje II. (Fattyú) Jakab (1438–1473) ciprusi király, 1 fiú:
                - III. (Lusignan) Jakab (Famagusta, 1473. augusztus 28. – Famagusta, 1474. augusztus 26.), apja halála után született, III. Jakab néven a születésétől a haláláig Ciprus királya

          - Komnénosz János (1403 körül–1460), 1429-től IV. János néven trapezunti császár, 1. felesége Bagrationi N., I. Sándor grúz király lánya, gyermekei nem születtek, 2. felesége Sajbánida N., Devlet Berdi kánnak, az Arany Horda uralkodójának feltételezett lánya, 1 leány:
            - (második házasságából): Teodóra (Katalin, Deszpina Hatun) (–1478 után), férje Uzun Haszan (1423–1478), Akkojunlu emírje, Irán királya, 4 gyermek, többek között:
              - Márta (Alam Sah Begum/Halima Begi Aga), férje Hajdar Szultán (–1488), a Szafavi-rend nagymestere, 3 fiú, többek között:
                - I. Iszmáíl perzsa sah (1487–1524)

          - Komnénosz Mária (1404 körül–1439), férje VIII. János (1392–1448) bizánci császár, nem születtek gyermekei
          - Komnénosz Dávid (1408 körül–1463), 1460-tól II. Dávid néven trapezunti császár, 1. felesége Gabrasz Mária (–1447 előtt) gotthiai hercegnő, 2. felesége Kantakuzénosz Ilona (–1463), 10 gyermek

        - (Házasságon kívüli kapcsolatából): Andronikosz (1355–1376), jegyese Bagrationi Eudokia/Gulkan(-Hatun(i)) (Gülhan) (1360 körül–1390) grúz királyi hercegnő, lásd fent